# باد شولبرگ (نویسنده)
باد شولبرگ (انگلیسی: Budd Schulberg؛ ۲۷ مارس ۱۹۱۴ – ۵ اوت ۲۰۰۹) یک فیلم‌نامه‌نویس، رمان‌نویس و نویسنده اهل ایالات متحده آمریکا بود.
وی در سال ۱۹۵۴ بابت فیلم‌نامهٔ «در بارانداز»، جایزه اسکار بهترین فیلم‌نامه غیراقتباسی شد.

## گزیدهٔ آثار
- هر چه سخت‌تر به زمین می‌خورند (۱۹۵۶)
- در بارانداز (۱۹۵۴)
- ۷ دسامبر (۱۹۴۳)